# Le Calice
Pour plus de détails, voir Fiche technique et Distribution.
Le Calice (The Grim Comedian) est un film muet américain réalisé par Frank Lloyd et sorti en 1921.

## Fiche technique
- Titre original : The Grim Comedian
- Titre français : Le Calice
- Réalisation : Frank Lloyd
- Scénario : Bess Meredyth, d'après une nouvelle de Rita Weiman
- Chef opérateur : Norbert Brodine
- Production et distribution : Goldwyn Pictures Corporation
- Genre : Film dramatique
- Dates de sortie : 
  - États-Unis : 13 novembre 1921
  - France : 17 novembre 1922[1]
  - Portugal : 25 février 1925

## Distribution
- Phoebe Hunt : Marie Lamonte
- Jack Holt : Harvey Martin
- Gloria Hope : Dorothy
- Bert Woodruff : le vieux père
- Laura La Varnie : Gracie Moore
- Mae Hopkins : Billie Page
- John Harron : Geoffrey Hutchins
- Joseph J. Dowling : Carleton Hutchins
- Claude Payton